# Rete privata virtuale

Schema di principio di una rete privata virtuale basata su Internet

Una rete privata virtuale (in inglese virtual private network, in sigla VPN) è una rete privata, instaurata come connessione tra soggetti che utilizzano, come tecnologia di trasporto, un protocollo di trasmissione pubblico e condiviso, come ad esempio la suite di protocolli Internet.
Le VPN possono garantire diversi tipi di protezione dei dati, tra cui confidenzialità, integrità, autenticazione e protezione dagli attacchi replay.
Scopo delle reti VPN è quello di offrire alle aziende, a un costo minore, le stesse possibilità delle linee private a noleggio, ma sfruttando reti condivise pubbliche: si può vedere dunque una VPN come l'estensione a livello geografico di una rete locale (LAN) privata aziendale sicura che colleghi tra loro siti interni all'azienda stessa variamente dislocati su un ampio territorio, sfruttando l'instradamento tramite IP per il trasporto su scala geografica e realizzando di fatto una rete LAN, detta appunto "virtuale" e "privata", equivalente a un'infrastruttura fisica di rete (ossia con collegamenti fisici) dedicata.

## Descrizione
Il termine "VPN" è un termine generico che definisce l'idea e non un marchio o uno standard; in particolare non esiste alcun ente che regoli la denominazione di un prodotto come VPN: quindi ogni produttore può utilizzare la denominazione a suo piacimento. Esistono tuttavia vari organismi indipendenti, largamente riconosciuti, che certificano interoperabilità (la capacità di un sistema o di un prodotto informatico di cooperare e di scambiare informazioni) e sicurezza dei sistemi informatici, come ad esempio ICSA Labs. Un apparato o un software, che riporti il marchio di ICSA Labs per le VPN IPsec, ha sicuramente superato una serie di esami oggettivi e replicabili, che garantiscono la compatibilità con tutte le altre implementazioni certificate e un adeguato livello di sicurezza. È oggi opinione comune che una VPN correttamente progettata abbia un grado di sicurezza comparabile se non maggiore a quello di una rete dedicata.
Tramite una VPN, utilizzando una connessione Internet (o anche radiofonica), è ad esempio possibile collegarsi da remoto (cioè dall'esterno) alla rete informatica della propria azienda. In termini semplificati: tramite una connessione VPN ci si può "collegare" da un client (utilizzatore, sia hardware che software) come se si fosse fisicamente (cavo di rete o intramezzo wireless) cablati. La connessione si svolge attraverso un tunnel "virtuale" (protetto e sicuro) supportato da Internet esattamente come fosse il cavo fisico abituale. In questo modo si possono utilizzare le risorse di rete abituali: cartelle, sistemi informatici gestionali, posta elettronica aziendale e così via. A parte l'esempio aziendale, questo vale per qualsiasi applicazione dove sia necessaria una connessione di rete da remoto. A titolo esemplificativo, un istituto universitario può attivare una VPN per consentire ai propri studenti la consultazione da casa di pubblicazioni per le quali ha sottoscritto degli abbonamenti; finché l'utente ha il servizio VPN attivato, tutte le sue richieste transitano dai server dell'istituto, come se la connessione fosse effettuata in locale, ottenendo pertanto l'accesso ai servizi di abbonamento riservati; nel contempo l'utente è anche soggetto alle politiche del gestore che può ad esempio crittografare o meno la connessione server-utente o inibire alcuni protocolli come il P2P o l'accesso ai siti internet inseriti in una black list.
Le VPN possono essere implementate attraverso i sistemi operativi più comuni (Windows, Linux, Android, iOS, macOS e MS-DOS) oppure tramite software di terze parti (esempio: Cisco VPN Client o OpenVPN) che permette configurazioni più complesse e gestibili. Generalmente una VPN comprende due parti: una "esterna alla rete privata", e quindi protetta, che preserva la trasmissione, e una meno affidabile e sicura che è "quella interna alla rete", ad esempio via Internet. Le reti VPN utilizzano collegamenti che necessitano di accesso in modo da garantire l'accesso ai soli utenti autorizzati; per garantire la sicurezza che i dati inviati in Internet non siano intercettati o utilizzati da altri non autorizzati, le reti utilizzano sistemi di cifratura. Le reti VPN sicure adottano dunque protocolli che provvedono a cifrare il traffico transitante sulla rete virtuale. Oltre alla cifratura, una VPN sicura deve prevedere nei suoi protocolli dei meccanismi che impediscano violazioni della sicurezza, come ad esempio il furto dell'identità digitale o l'alterazione dei messaggi. Nelle VPN c'è in genere un firewall tra il computer del dipendente o di un cliente e il terminale della rete o del server. Il dipendente, per esempio, quando stabilisce la connessione con il firewall deve verificare i dati che vuole trasmettere, passando attraverso un servizio di autenticazione interno.
Un utente autenticato può essere provvisto di privilegi particolari per accedere a risorse che generalmente non sono accessibili alla generalità degli utenti. La maggior parte dei programmi client richiede che tutto il traffico IP della VPN passi attraverso un "tunnel virtuale" tra le reti utilizzando Internet come mezzo di collegamento. Dal punto di vista dell'utente ciò significa che, mentre la connessione VPN è attiva, tutti gli accessi esterni alla rete sicura devono passare per lo stesso firewall come se l'utente fosse fisicamente connesso all'interno della rete sicura. Questo riduce il rischio che utenti esterni possano accedere alla rete privata dell'azienda. Lo strumento maggiormente sfruttato in tal senso è il tunneling, cioè la trasmissione di dati attraverso una rete privatizzata, che fa sì che i nodi d'instradamento della rete pubblica non siano in grado di percepire che la trasmissione è parte di una rete nascosta; esso permette dunque di usare la rete pubblica per trasportare dati per conto di clienti autorizzati all'accesso alla rete privata, facendo sì che la comunicazione end-to-end tra utenti rimanga a livello logico confinata all'interno della rete privata stessa. In genere il tunneling viene creato incapsulando i dati e il protocollo nel protocollo di rete pubblica, così che i dati che transitano per il tunnel non siano comprensibili a terzi che stiano eventualmente esaminando i dati trasmessi. La sicurezza della connessione VPN è di importanza fondamentale, perché la rete su cui gli altri computer stanno lavorando potrebbe non essere sicura o esserlo solo parzialmente. La VPN deve quindi garantire un livello di sicurezza tale da proteggere i computer dei dipendenti che stanno lavorando simultaneamente sulla stessa rete, tra i quali uno potrebbe essere stato infettato da un virus, un worm o un trojan.

### Autenticazione degli utenti
La natura della VPN – fare transitare dati privati in reti pubbliche – richiede attenzione verso le minacce potenziali ai dati stessi e l'impatto di quelli persi. Una VPN si preoccupa delle minacce alla sicurezza, offrendo servizi di sicurezza nelle aree di autenticazione, il processo per assicurarsi che un cliente o un sistema siano effettivamente coloro che dichiarano di essere. Ci sono molti meccanismi di autenticazione, ma i più usati sono:
- qualcosa che sai: (un identificativo, come una password o un PIN);
- qualcosa che hai: (un simbolo leggibile dal computer, come una smart card);
- qualcosa che sei: (la retina o le impronte digitali).

Login e password sono considerati generalmente autenticazioni deboli, mentre autenticazioni forti si ottengono combinando tra loro due diversi tipi di autenticazione. L'effettivo livello di sicurezza dipende ovviamente dal contesto, perché per esempio una smartcard può essere rubata, mentre le credenziali di accesso possono essere difficili da individuare. Dati di sicurezza rubati o persi possono consentire più attacchi e necessitano di più schemi di autenticazione.
Nessuna tecnica offre completa sicurezza di autenticazione, neanche quelle biometriche (impronte digitali, impronte vocali e mappatura della retina).

### Vantaggi per le aziende
Una VPN ben strutturata può offrire grandi vantaggi a un'azienda:
- estende la connettività geografica;
- migliora la sicurezza dove le linee di dati non sono state criptate;
- riduce i costi di operazione;
- riduce il tempo di transito e i costi di trasporto per i clienti remoti;
- semplifica la topologia di rete, almeno in determinati scenari;
- fornisce la possibilità di reti globali;
- fornisce supporto di rete;
- fornisce compatibilità con le reti a banda larga;
- fornisce un più veloce tempo di ritorno dell'investimento rispetto al trasporto tradizionale delle linee WAN (Wide Area Network);
- mostra una buona economia di scala.

Da quando la VPN ha così esteso la "major network" con una dovizia di apparati e dispositivi, alcune implementazioni di sicurezza necessitano un'attenzione particolare:
- la sicurezza nei confronti del cliente deve essere stretta e rafforzata (questo è stato determinato dal Central client administration e dal Security policy enforcement), cioè è necessario che un'azienda che abbia bisogno che ogni collaboratore possa usare la propria VPN fuori degli uffici, prima di tutto installi un firewall certificato (alcune organizzazioni con dati particolarmente delicati fanno sì che gli impiegati utilizzino due diverse connessioni WAN: una per lavorare ai dati delicati e l'altra per tutti gli altri usi);
- la scala di accesso all'obiettivo di rete deve essere limitata;
- le politiche di registrazione devono essere valutate e nella maggior parte dei casi riviste.

In situazioni in cui le aziende, o individui, hanno obblighi legali per la tenuta di informazioni confidenziali ci possono essere problemi legali o penali. Due esempi sono i regolamenti HIPAA negli Stati Uniti con riguardo ai dati sicuri, e i regolamenti generali dell'Unione europea che si applicano a ogni informazione commerciale e contabile e si estendono a coloro che condividono questi dati.

## Tipi di VPN
- Trusted VPN
- Secure VPN
- Hybrid VPN
- VPN Multi-Thread
- Open VPN

### Trusted VPN
La garanzia che offre la rete Trusted VPN è la sicurezza che nessun terzo non autorizzato possa usufruire del circuito del cliente. Questo implica che il cliente abbia un proprio indirizzo IP e una propria politica di sicurezza.
Il circuito viaggia attraverso uno o più "interruttori" di comunicazione che possono essere compromessi da chi vuole disturbare il traffico della rete. Il cliente di una VPN si aspetta quindi che il fornitore (provider) della VPN mantenga l'integrità del circuito in modo da impedire l'accesso di intrusi.
Le aziende che utilizzano una Trusted VPN vogliono avere la sicurezza che i loro dati si muovano attraverso una serie di percorsi che hanno proprietà specifiche e che sono controllati da un ISP (Internet Service Provider).
Il cliente ha quindi fiducia che i percorsi attraverso i quali questi dati si muovono siano mantenuti sicuri secondo i criteri di un precedente accordo, anche se generalmente il cliente non conosce quali siano i percorsi utilizzati dal fornitore della VPN Trusted.
Più recentemente i fornitori di servizio hanno cominciato a offrire un nuovo tipo di Trusted VPN, questa volta usando Internet invece della rete telefonica come substrato di comunicazione. Queste nuove Trusted VPN non offrono sicurezza, ma danno ai clienti un modo di creare facilmente segmenti di rete su vasta scala (WAN). I segmenti Trusted VPN possono essere inoltre controllati da un posto unico e spesso con una qualità di servizio garantita (QoS - quality of service) dal provider.

#### Requisiti necessari
- Nessuno al di fuori del fornitore della VPN Trusted può influire sulla creazione o la modifica del percorso VPN.
  - Nessuno al di fuori del rapporto di fiducia può cambiare alcuna parte della VPN.
- Nessuno al di fuori del fornitore della VPN Trusted può modificare i dati in entrata o quelli eliminati dal percorso della VPN.
  - I dati viaggiano all'interno dei vari percorsi che sono condivisi da più clienti del fornitore, il percorso deve quindi essere specificato dal VPN e nessuno a parte il fornitore di fiducia può modificare i vari dati.
- Il percorso e l'indirizzo usati in una VPN Trusted devono essere stabiliti prima che il VPN venga creato.
  - Il cliente deve sapere ciò che si aspetta dal fornitore, così che entrambi possano pianificare e creare la rete per la quale stanno collaborando.

#### Tecnologie utilizzate dal Trusted VPN
Con riferimento alla pila ISO/OSI, le tecnologie utilizzate si suddividono in tecnologie a livello 2 e livello 3;

##### Livello2
- Circuiti ATM (Asynchronous Transfer Mode)
- Circuiti di trasmissione.

##### Livello3
- MPLS con distribuzione limitata delle informazioni del percorso attraverso il BGP (Border Gateway Protocol).

### Secure VPN
Da quando Internet si è diffuso ed è diventato un importante mezzo di comunicazione la sicurezza è allo stesso tempo diventata sempre più importante, sia per i clienti che per i provider. Visto che la VPN non offriva una sicurezza completa, i fornitori di connettività hanno cominciato a creare protocolli che permettessero la cifratura dei dati da parte della rete o da parte del computer di provenienza, in modo da essere trasportati in Internet come qualsiasi altro dato, per poi essere decifrati all'arrivo nella rete dell'azienda o nel computer ricevente.
Questo traffico cifrato agisce come un "tunnel" tra due reti: anche se un intruso cercasse di leggere i dati non potrebbe decifrarne il contenuto né modificarlo, dato che eventuali modifiche sarebbero immediatamente rilevate dal ricevente e quindi respinte. Le reti costruite utilizzando la cifratura dei dati sono chiamate Secure VPN.
Il motivo principale per cui le società usano una Secure VPN è che possono trasmettere informazioni delicate su Internet senza temere che vengano intercettate. 
Le Secure VPN sono particolarmente utili per permettere accessi remoti da parte di utenti connessi a Internet da zone non controllate dall'amministratore di rete.

#### Requisiti necessari
- Tutto il traffico su una Secure VPN deve essere cifrato e autenticato.
  - Molti dei protocolli utilizzati per creare Secure VPN permettono la creazione di reti autenticate, ma non cifrate.
    - Anche se una simile rete è più sicura di una rete senza autenticazione, non potrebbe essere considerata una VPN perché non protegge la privacy.
- Le proprietà di sicurezza di una VPN devono essere concordate da tutte le parti della VPN.
  - VPN sicure hanno uno o più tunnel e ogni tunnel ha due estremità.
    - Gli amministratori delle due estremità di ogni tunnel devono essere in grado di accordarsi sulle proprietà di sicurezza del tunnel.
- Nessuno al di fuori della VPN può compromettere le proprietà di sicurezza della VPN.
  - Deve essere impossibile per un intruso cambiare le proprietà di sicurezza di una o più parti della VPN, in modo da indebolire la cifratura o di compromettere le chiavi di criptazione usate.

#### Tecnologie utilizzate dai Secure VPN
- IPsec con cifratura in ogni tunnel.
- IPsec interne al L2TP.
- SSL/TLS 3.0 o TLS con cifratura.

Queste tecnologie sono standardizzate nella Internet Engineering Task Force (IETF).

### Hybrid VPN
Una Secure VPN può essere adoperata come parte di una Trusted VPN creando un terzo tipo di VPN, recentemente introdotta sul mercato.
Le parti sicure di una Hybrid VPN possono essere controllate da un cliente o dallo stesso provider che fornisce la parte di fiducia dell'Hybrid VPN. Qualche volta un'intera Hybrid VPN è resa sicura grazie a una Secure VPN, ma più comunemente solo una parte dell'Hybrid VPN è sicura. È chiaro che le Secure VPN e le Trusted VPN hanno proprietà molto differenti:
- le Secure VPN danno sicurezza, ma non assicurano i percorsi;
- le Trusted VPN assicurano le proprietà dei percorsi come QoS, ma non la sicurezza da intrusioni.

A causa di questi punti di forza e di debolezza sono state introdotte le Hybrid VPN. Gli scenari di utilizzazione sono tuttavia ancora in evoluzione. Una situazione tipica per il dispiegamento di una Hybrid VPN è quando un'azienda ha già una Trusted VPN e desidera sicurezza su una parte della VPN. Tuttavia nessuna delle tecnologie Trusted VPN impedisce la creazione di Hybrid VPN e qualche produttore sta realizzando sistemi che supportano esplicitamente la creazione di servizi Hybrid VPN.

#### Requisiti necessari
- Gli indirizzi di confine tra la Secure VPN e la Trusted VPN devono essere estremamente chiari.
  - In una Hybrid VPN la Secure VPN dovrebbe essere un sottoinsieme della Trusted VPN. Per ogni coppia di indirizzi dati in una Hybrid VPN l'amministratore della VPN deve essere in grado di sapere con certezza se il traffico tra i due indirizzi è o meno parte della Secure VPN.

## Protocolli utilizzati
Le Secure VPN utilizzano protocolli crittografici a tunnel per offrire l'autenticazione del mittente e l'integrità del messaggio allo scopo di difendere la privacy. Una volta scelte, implementate e usate, alcune tecniche possono fornire comunicazioni sicure su reti non sicure. Le tecnologie delle Secure VPN dovrebbero essere utilizzate come "security overlay" attraverso infrastrutture di rete dedicate.
I protocolli che implementano una VPN sicura più conosciuti sono:
- IPsec (IP security), comunemente usate su IPv4 (parte obbligatoria dell'IPv6).[1]
- PPTP (point-to-point tunneling protocol), sviluppato da Microsoft.[1]
- SSL/TLS,[1] utilizzate sia per il tunneling dell'intera rete, come nel progetto OpenVPN, sia per assicurarsi che sia essenzialmente un web proxy. SSL è un framework, molto spesso associato con il commercio elettronico, che s'è rivelato di grande flessibilità ed è quindi usato come strato di sicurezza per varie implementazioni (più o meno standard) di reti private virtuali. Questo protocollo è all'origine di client VPN denominati SSL VPN (OpenVPN, ad esempio, è una SSL VPN[3]).
- VPN Quarantine: la macchina del cliente terminale della VPN potrebbe essere una fonte di attacco, cosa che non dipende dal progetto della VPN. Ci sono soluzioni che forniscono servizi di VPN Quarantine che controllano il computer remoto. Il cliente viene tenuto in quarantena fino a che l'infezione non sia stata rimossa.
- MPVPN (Multi Path Virtual Private Network), un trademark registrato di proprietà della Ragula System Development Company.
- L'ISPs ora offre un servizio VPN per aziende che vogliono la sicurezza e la convenienza di una VPN. Oltre a fornire ai dipendenti remoti un accesso sicuro alla rete interna, a volte vengono inclusi altri servizi di sicurezza e gestione. Questi meccanismi non implementano di per sé una rete virtuale, ma solo un colloquio sicuro tra due terminali. In questi casi il meccanismo di rete virtuale deve essere realizzato mediante un protocollo apposito che viene poi incapsulato. Esiste oggi un discreto numero di approcci alternativi (e ovviamente mutualmente incompatibili) a questo schema, tra i quali possiamo citare i seguenti:
  - protocollo SOCKS: questo approccio è il più "standard", in quanto SOCKS è uno standard IETF per Generic Firewall Traversal definito nella RFC 1928;
  - OpenVPN mette a disposizione un eseguibile che crea un tunnel cifrato con un'altra istanza del medesimo programma su un computer remoto, e può trasportare l'intero stack TCP/IP;
  - un altro approccio molto usato utilizza il protocollo SSH che è in grado, come OpenVPN, di creare dei tunnel tra due macchine collegate. Questa caratteristica è nata per trasportare XWindow, ma è stata implementata in modo generale, ed è quindi possibile utilizzarla per trasportare un protocollo qualsiasi. Una implementazione molto diffusa, in quanto open source e gratuita, è OpenSSH;
  - l'approccio di ormai tutti i fornitori di firewall è invece quello di usare STL per rendere sicura la comunicazione con un proxy al quale si accede via browser. Il canale cifrato viene realizzato in realtà generalmente tramite un'applet Java o un oggetto ActiveX, che quindi può essere installata in modo quasi trasparente per l'utente finale. La conseguente facilità di gestione fa sì che questo approccio sia particolarmente apprezzato nelle organizzazioni complesse.

Alcune reti VPN sicure non usano algoritmi di cifratura, ma partono dal presupposto che un singolo soggetto fidato gestisca l'intera rete condivisa e che quindi l'impossibilità di accedere al traffico globale della rete renda i singoli canali sicuri, dato che il gestore della rete fornisce ad ogni soggetto solamente la sua VPN. I protocolli che utilizzano questa filosofia includono:
- L2F (layer 2 Forwarding), sviluppato da Cisco;
- L2TP (Layer 2 Tunneling Protocol), sviluppato in collaborazione tra Microsoft e Cisco;
- L2TPv3 (layer 2 Tunneling Protocol version 3). Le Trusted VPN non usano un tunneling crittografico e invece contano sulla sicurezza di una singola rete di provider per proteggere il traffico. In un certo senso, questa è un'elaborazione di una rete tradizionale;
- Multi Protocol Label Switching (MPLS) è spesso usato per costruire una Trusted VPN.

## Dispositivo TAP
Alcuni client di soluzioni VPN (ad esempio OpenVPN) installano nel sistema operativo anche un dispositivo virtuale di rete di tipo TAP per attivare la funzione di tunnelling sicuro. Se si disattiva il relativo servizio la connessione all'host non si completa.

## TunnelCrack: tunnelcrack.mathyvanhoef.com
Nella scienza e nell'ingegneria, una root cause analysis (RCA) è un metodo di risoluzione dei problemi utilizzato per identificare le cause profonde di malfuzionamenti o anomalie. L'8 agosto del 2023 viene presentata una ricerca di cyber sicurezza online su tunnelcrack.mathyvanhoef.com, riguardo alle vulnerabilità delle vpn presenti sul mercato (con correlata root cause analysis delle applicazioni rilasciate per implementare le vpn). La ricerca è stata condotta da Nian Xue (New York University), Yashaswi Malla, Zihang Xia, Christina Pöpper (New York University Abu Dhabi) e Mathy Vanhoef (KU Leuven University). La ricerca, denominata TunnelCrack, sfrutta una serie di attacchi, inclusi attacchi man in the middle, suddivisi in due scenari con conseguenti vulnerabilità : LocalNet Attacks e ServerIP Attacks.
<<Questo sito web presenta TunnelCrack, una combinazione di due diffuse vulnerabilità di sicurezza nelle VPN. Sebbene una VPN dovrebbe proteggere tutti i dati trasmessi da un utente, i nostri attacchi possono aggirare la protezione di una VPN. Ad esempio, un attaccante può sfruttare le vulnerabilità da noi individuate per dirottare e leggere il traffico utente, rubare informazioni dell'utente o attaccare i dispositivi utente. I nostri test indicano che qualunque soluzione VPN presente sul mercato è vulnerabile su almeno un dispositivo. Abbiamo scoperto che le VPN per iPhone, iPad, MacBook e macOS hanno un'estrema probabilità di essere vulnerabili, che la maggior parte delle VPN su Windows e Linux sono vulnerabili e che Android è il più sicuro con circa un quarto delle app VPN vulnerabili. Le vulnerabilità individuate possono essere sfruttate indipendentemente dal protocollo di sicurezza implementato dalla VPN. In altre parole, anche le VPN che affermano di utilizzare "crittografia di livello militare" o protocolli di crittografia self-developed possono essere attaccate. La root cause di entrambe le vulnerabilità ha sempre fatto parte delle VPN sin dalla loro prima creazione, intorno al 1996. Ciò significa che le vulnerabilità da noi individuate non sono state considerate, almeno pubblicamente, per più di due decenni. >> Estratto di https://tunnelcrack.mathyvanhoef.com/details.html#intro
Dal sopracitato estratto si evince che lo scopo di tale ricerca non è la mera individuazione delle vulnerabilità della tecnologia vpn, ma la constatazione che tale tecnologia ha le sue vulnerabilità (note e non note) sin dal suo esordio nel 1996. Inoltre i ricercatori puntualizzano che le cause profonde principali che hanno determinato le vulnerabilità individuate, per quanto da sempre presenti, sono state ignorate nel corso degli anni e ciò non significa che non siano mai state sfruttate da malintenzionati attraverso intrusioni abusive:
<<Gli attacchi possono essere sferrati anche attraverso un ISP compromesso o da un core Internet router violato.>> Estratto di https://tunnelcrack.mathyvanhoef.com/details.html#serveripdetails
A tale ricerca sono seguiti diversi rilasci di documenti CVE (Common Vulnerabilities and Exposures). Kaspersky sul suo sito ufficiale ne cita almeno quattro: CVE-2023-36672, CVE-2023-35838, CVE-2023-36673, CVE-2023-36671.

## CVE-2024-3661: TunnelVision
In data 6 maggio 2024 cve.org, il sito ufficiale in cui vengono elencate le Common Vulnerabilities and Exposures note, pubblica il documento CVE-2024-3661 relativo alla suddetta vulnerabilità . Il documento dichiara che l'attacco TunnelVision vanifica la sicurezza implementata dalla vpn rendendola de facto inefficace. Un attaccante connesso alla rete locale con intrusione abusiva della stessa (con conseguente spoofing del footprint) può leggere, interrompere o eventualmente modificare il traffico di rete che avrebbe dovuto essere protetto dalla VPN tramite il protocollo DHCP, con l'effetto in sostanza della deviazione dei percorsi stabiliti dalla routing table del client su cui è installata la vpn e deviando di conseguenza il traffico del client. Al momento la suddetta vulnerabilità è meramente mitigata, ma non risolta.